# Martín Perezlindo
Fernando Martín Perezlindo (Tostado, Provincia de Santa Fe, Argentina; 3 de enero de 1977) es un exfutbolista argentino. Jugaba como delantero y su primer equipo fue Unión de Santa Fe. Su último club antes de retirarse fue San Martín de Progreso de la Liga Esperancina de Fútbol.
Se consagró campeón con la Selección Argentina Sub-20 en el Mundial de Malasia 1997. En cuartos de final, convirtió uno de los goles en la victoria 2-0 de Argentina sobre Brasil.

## Clubes
| Club                        | País      | Año       |
| --------------------------- | --------- | --------- |
| Unión de Santa Fe           | Argentina | 1994-1997 |
| Racing                      | Argentina | 1998      |
| Unión de Santa Fe           | Argentina | 1998-2000 |
| Bella Vista                 | Uruguay   | 2001      |
| Unión de Santa Fe           | Argentina | 2001-2003 |
| Millonarios                 | Colombia  | 2003-2004 |
| Deportivo Pasto             | Colombia  | 2004      |
| Macará                      | Ecuador   | 2005      |
| Cortuluá                    | Colombia  | 2005      |
| Espoli                      | Ecuador   | 2006      |
| Tiro Federal de Rosario     | Argentina | 2006-2007 |
| Chacarita Juniors           | Argentina | 2007-2008 |
| Juventud Antoniana de Salta | Argentina | 2008-2009 |
| Crucero del Norte           | Argentina | 2010      |
| Deportivo Roca de Río Negro | Argentina | 2010      |
| San Martín de Progreso      | Argentina | 2011      |

## Palmarés

### Campeonatos internacionales
| Título              | Club                | Sede         | Año  |
| ------------------- | ------------------- | ------------ | ---- |
| Sudamericano Sub-20 | Selección Argentina | La Serena    | 1997 |
| Copa Mundial Sub-20 | Selección Argentina | Kuala Lumpur | 1997 |

### Otros logros
| Título                     | Club              | País      | Año  |
| -------------------------- | ----------------- | --------- | ---- |
| Ascenso a Primera División | Unión de Santa Fe | Argentina | 1996 |